# 満天の星 (アルバム)
『満天の星』（まんてんのほし）は、岡村孝子の通算9枚目のオリジナル・アルバム。1993年7月28日発売。発売元はファンハウス（現・ソニー・ミュージックレーベルズ）。

## 解説
- 2枚目のアルバム『私の中の微風』以来、11作ぶり[3]に日本語作品名がつけられた、9枚目のオリジナル・アルバム。
- フジテレビ系バラエティ番組『うれしたのし大好き』のエンディング・テーマで使用された16枚目のシングル「笑顔にはかなわない」（1992年12月5日）のA・B面曲、日本テレビ系『皇太子様・雅子様ご成婚スペシャル番組』のテーマソングに起用された先行の17枚目のシングル「フォーエバー・ロマンス」（1993年6月9日）が収録。
- 「卒業」と「フォーエバー・ロマンス」はシングルよりも演奏時間の長いアルバム・バージョンでの収録。
- TOKYO FMで岡村がラジオパーソナリティを務めた番組で好評だった「無敵のキャリア・ガール」がシングルカット。カップリング曲も同じく収録曲の「夢見る頃を過ぎても」。
- 1986年以降、6月から7月頃に新作アルバムが発売されることが多かったが、本作品リリース直後のラジオ番組内で早々に、「次回作は（発売日がレコーディング等の都合で）少しずれ込むかもしれませんが、よろしいでしょうか?」と発言した。
- 実際、次回作『SWEET HEARTS』は翌年の9月中旬に発売されている。
- 「OKAMURA TAKAKO CONCERT TOUR '93 FALL & WINTER "Catch A Shooting Star / 満天の星"」（18会場21公演）が開催された。
- 2001年6月20日には、価格を改定したリニューアル盤が再発売された（規格品番：FHCF-2519）。

## 収録曲
全作詞・作曲: 岡村孝子
編曲: 萩田光男 M-2・4・7・9 、田代修二 M-3・6・8 、清水信之 M-1・5
1. 無敵のキャリア・ガール（5:46）
  - 18thシングルとしてリカットされた。
  - ライヴの定番曲で、会場全体が一気に盛り上がる[4]。
2. 夢見る頃を過ぎても（6:13）
  - 18thシングル「無敵のキャリア・ガール」のカップリング曲。
3. フォーエバー・ロマンス （Album Version）（5:52）
  - 17thシングルで、日本テレビ系「皇太子様・雅子様ご成婚スペシャル番組」テーマソング。
  - シングルよりも、ラストのサビのリフレインが長くなっている。
4. 満天の星（6:18）
  - アルバム・タイトルチューン。
5. 夏のスピード（5:09）
6. ピリオド（5:16）
7. 星空はいつも（4:20）
8. 卒業 （Album Version）（4:38）
  - 16thシングル「笑顔にはかなわない」のカップリング曲。
  - BS-i ドラマ『恋する日曜日』エンディング・テーマ。
  - シングルバージョンとはエンディングが異なる。
9. 笑顔にはかなわない（4:55）
  - 16thシングルで、フジテレビ系『うれしたのし大好き』エンディング・テーマ。
  - ライヴ会場からの中継であったが、上記番組で久しぶりのテレビ出演を果たした。

## 関連作品
- 無敵のキャリア・ガール
  - After Tone III
  - HISTOIRE
  - 岡村孝子ベスト SUPER BEST 2000
  - DO MY BEST
- 夢見る頃を過ぎても
  - 夢見る頃を過ぎても（アルバム）
  - After Tone III
  - 夢見る頃を過ぎても（アルバム）
  - 岡村孝子ベスト SUPER BEST 2000
- フォーエバー・ロマンス
  - After Tone III
  - 夢見る頃を過ぎても（アルバム）
  - DO MY BEST
  - TOY BOX
- 夏のスピード
  - After Tone III
- 星空はいつも
  - After Tone III
- 卒業
  - TOY BOX
- 笑顔にはかなわない
  - After Tone III
  - HISTOIRE
  - DO MY BEST
  - TOY BOX
  - Best★BEST 岡村孝子